# Ludmila
Ludmila ist ein weiblicher Vorname.

## Herkunft und Bedeutung
Ludmila ist eine obersorbische (IPA: 'ludmʲila), tschechische (IPA: 'ludmɪla) und russische (IPA: lʲʊd.ˈmʲi.lə) Form des verbreiteten slawischen Vornamens Людмила (Lyudmila, Ljudmila). Er setzt sich aus den Elementen lyudu bzw. ljud „Menschen“, „Leute“ und milu bzw. mil „lieb“, „Gunst“ zusammen.

## Verbreitung und Varianten
Ludmila ist vor allem in der Ukraine, Tschechien, Russland, Moldawien, Lettland und Belarus verbreitet.
Die Form Ludmila ist im obersorbischen und tschechischen sowie in einem geringeren Maße auch im slowenischen gebräuchlich. In den ost- und südslawischen Sprachen herrschen die Formen mit erweichtem Anfangs-L (Lʲ) vor (Ljudmila bzw. Ľudmila), im polnischen ist das l von -mila zu einem bilabialen [u̯] geöffnet (Ludmiła).
Zu Varianten: siehe Ludmilla

## Namenstage
In katholischen Ländern ist der Name aufgrund der böhmischen Heiligen Ludmila (deutsch meist Ludmilla) beliebt, die am 16. September 921 (nach heutiger Rechnung am 15.) starb. Namenstag ist daher in vielen katholischen Ländern der 16. September.

## Bekannte Namensträgerinnen
(nur Ludmila, für die Varianten siehe die entsprechenden Seiten)
- Ludmila Bášová (* 1968), tschechische Badmintonspielerin
- Ludmila „Lala“ Bertlová (1914–1961), tschechische Konzertviolinistin
- Ludmila Brožová-Polednová (1921–2015), tschechische Staatsanwältin
- Ludmila Budar (* 1949), sorbische Slawistin und Pädagogin
- Ľudmila Cervanová (* 1979), slowakische Tennisspielerin
- Ludmila Diakowska (* 1976), bekannt als Lucy Diakowska, deutsche Pop- und Musicalsängerin bulgarischer Herkunft, Mitglied der deutschen Girlgroup No Angels
- Ludmila Dvořáková (1923–2015), tschechisch-schweizerische Opernsängerin (Sopran)
- Ludmila Engquist (* 1964), russische/schwedische Leichtathletin und Olympiasiegerin
- Ludmila Ferber (1965–2022), brasilianische Predigerin und Sängerin[5][6]
- Ludmila Formanová (* 1974), tschechische Mittelstreckenläuferin
- Ludmila Hořká (1892–1966), tschechische Heimatschriftstellerin und Volkskundlerin
- Ludmila Jankovcová (1897–1990), tschechoslowakische sozialdemokratische, später kommunistische Politikerin
- Ludmila Lutz-Auras (* 1981), deutsche Politikwissenschaftlerin
- Ľudmila Melicherová (* 1964), slowakische Langstreckenläuferin
- Ludmila Mikaël (* 1947), französische Schauspielerin
- Ludmila Radkowa (* 1968), bulgarische Sängerin
- Ludmila Richterová (* 1977), tschechische Tennisspielerin
- Ludmila Seefried-Matějková (* 1938), tschechisch-deutsche Bildhauerin
- Ludmila da Silva (* 1994), brasilianische Fußballspielerin
- Ludmila Thomas (* 1934), russischstämmige deutsche Historikerin
- Ludmila Ulehla (1923–2009), US-amerikanische Komponistin und Musikpädagogin
- Ludmila Vachtová (1933–2020), tschechisch-schweizerische Kunsthistorikerin, Kunstkritikerin, Kuratorin und Übersetzerin
- Ludmila Zeman (* 1947), tschechisch-kanadische Trickfilmproduzentin, Autorin und Illustratorin von Kinderbüchern